# Wietmarschen
Wietmarschen est une ville allemande située dans l'arrondissement du Comté de Bentheim, au sud-est de la Basse-Saxe, près de la frontière avec les Pays-Bas.

## Personnalités liées à la ville
- Helmut Lensing (1961-), historien né à Wietmarschen.

## Jumelage
- Mortagne-au-Perche (France)